# The Bone Season
The Bone Season é um romance distópico da escritora britânica Samantha Shannon e é o seu primeiro romanco publicado. O romance foi publicado a 20 de agosto de 2013 pela Bloomsbury Publishing, nos Estados Unidos e no Reino Unido, sendo este o primeiro livro de uma série de sete. Os direitos de filmagem do romance foram vendidos à Imaginarium Studios.
O livro traduzido em português foi publicado pela editora Casa das Letras a 5 de novembro de 2013, sob o nome A Estação dos Ossos.

## Enredo
The Bone Season passa-se em 2059 e segue a história de Paige Mahoney, uma rapariga de 19 anos. Paige é uma clarividente, capaz de entrar e sair das mentes das outras pessoas. Ela é atacada e raptada e é levada para Oxford, que tem sido mantida em segredo há 200 anos. É em Oxford que Paige encontra-se com Rephaite Warden à qual se atrai, apesar de ter medo dele.

## Receção
O livro tem sido comparado à saga Harry Potter, de J. K. Rowling e tem sido publicitada como "a nova J.K. Rowling".
A maioria das críticas ao livro têm sido positivas. O USA Today comentou a semelhança estabelecida entre a saga de J.K. Rowling e The Bone Season, acusando de uma familiaridade enorme quanto a alguns aspetos, não negando que o romance de Samantha traz "ideias novas, excelentes conceitos originais e, melhor de tudo, uma nova impressionante voz para a literatura fantástica."
Já o The Telegraph afirma que o romance é mais semelhante à saga The Hunger Games, dizendo que o caminho percorrido pela obra parecerá familiar aos leitores de literatura fantástica, mas que Shannon conseguiu combinar os vários caminhos já percorridos por outros romances fantásticos num mundo ficcional original.